# 디페쉬 모드
디페쉬 모드(Depeche Mode)는 1980년 결성된 영국의 뉴 웨이브, 신스팝 밴드이다. 그룹의 초기 라인업은 데이브 게한(리드 보컬), 마틴 고어(키보드, 기타, 보컬, 작곡), 앤디 플레처(키보드) 그리고 빈스 클라크(키보드, 작곡)로 이루어져 있었다. 빈스 클라크는 1981년의 데뷔 앨범 《Speak & Spell》이 발표된 후 밴드를 떠났고, 앨런 와일더(키보드, 드럼)가 대신 들어와 고어와 함께 작곡을 맡게 되었다. 와일더는 1995년 밴드를 탈퇴하였고 플레처는 2022년 사망하여 게한, 고어가 2인조로 현재까지 활동을 계속해오고 있다.
디페쉬 모드는 48개 곡을 영국 싱글 차트에 올렸으며 영국, 미국 그리고 유럽 전역에 걸친 1위 앨범을 가지고 있다. EMI에 따르면, 디페쉬 모드는 1억장 이상의 정규 앨범과 싱글들을 전 세계에 팔아치웠고, 이는 그들을 음악 역사상 가장 성공한 신스팝 밴드로 만들었다. 큐 매거진은 디페쉬 모드를 "세계에서 알려진 가장 유명한 전자음악 밴드"라고 불렀다.

## 역사

### 결성과 데뷔 앨범(1977-1981년)
디페쉬 모드는 학교 친구였던 빈스 클라크와 앤디 플레처가 큐어에 영향을 받아 1977년 결성했던 밴드 노 로맨스 인 차이나로 그 기원이 거슬러 올라간다. 이 밴드에서 클라크는 보컬과 기타를, 플레처는 베이스를 담당했었다. 당시를 회고하며 플레처는 "내가 밴드를 들어간 것은 우연이었다. 억지로 끌려들어 갔다. 당시 나는 기타를 연주했고 베이스 기타를 갖고 있었는데 그들이 그것을 보고 나를 등쳐먹은 거나 다름없었다"라고 했다. 1979년 클라크는 친구 로버트 말로우, 폴 랭위드와 함께 더 플랜(The Plan)이라는 울트라복스(Ultravox) 모방 밴드에서 기타를 쳤었다. 한편 마틴 고어는 1978-79년 노만 앤 더 웜스(Norman and the Worms)라는 어큐스틱 듀오로 활동하고 있었고 학교 친구인 필 더벳이 노래를 했었다. 그러다 1979년 말로우와 고어는 친구였던 폴 레드몬드와 함께 프렌치 룩(French Look)이라는 밴드를 결성한다. 말로우가 보컬/키보드를, 고어가 기타, 레드몬드가 키보드를 맡았었다. 이후 1980년 3월 클라크, 고어, 플레처는 컴포지션 오브 사운드(Composition of Sound)라는 밴드를 조직한다. 여기서는 클라크가 보컬/기타, 고어는 키보드, 플레처는 베이스였다
컴포지션 오브 사운드를 결성하자 마자 클라크는 위럴 지역에서 활동하는 오케스트럴 머뉴버 인 더 다크(OMD)라는 밴드의 음악을 듣게 되었고 그 영향으로 일렉트로닉 음악을 하기로 결심한다. OMD 외에도 휴먼 리그(the Human League), 다니엘 밀러(Daniel Miller), 패드 가제트(Fad Gadget) 등이 이들의 초기 음악에 영향을 끼쳤다. 클라크와 플레쳐는 신시사이저로 포지션을 바꾸고 악기를 사거나 빌리기 위해 다양한 아르바이트를 했다. 그러다가 1980년 클라크가 동네 잼 세션에서 데이비드 보위(David Bowie)의 "Heroes"를 부르는 데이브 게헌을 보고 밴드에 영입하면서 디페쉬 모드는 탄생된다. 게헌과 고어는 스팍스(Sparks), 수지 앤 더 밴시즈(Siouxsie and the Banshees), 카바레 볼테르(Cabaret Voltaire), 토킹 헤즈(Talking Heads), 이기 팝(Iggy Pop) 등과 같은 뮤지션들을 좋아했다. 게한의 무대 페르소나는 더 댐드(The Damed)의 프론트맨인 데이브 바니안(Dave Vanian)의 영향을 받은 것이었다.
디페쉬 모드라는 밴드 이름은 프랑스 패션 잡지 이름을 따온 것으로 고어는 "급조한 패션, 혹은 신속한 패션이라는 뜻인데 그냥 듣기에 좋아서 선택했다"고 설명했다. 하지만 설명과는 달리 그 의미는 "패션 뉴스", 혹은 "패션 업데이트" 정도에 더 가깝다.
고어는 1980년 5월 처음으로 디페쉬 모드라는 이름으로 학교에서 공연했던 것을 기억하고 있다. 이 때의 공연을 기념하는 패가 고어와 플레처가 다녔던 제임스 혼스비 학교에 붙어있다. 디페쉬 모드가 처음으로 녹음한 곡은 1980년 <Some Bizzare Album>에 수록된 "Photographic"이었고 이 곡은 후에 재녹음되어 데뷔 앨범인 <Speak & Spell>에 들어간다.
데모 테이프를 만들어서 음반사에 우편으로 보내지 않고 직접 들고 다니면서 들어봐 줄 것을 요구했는데 데이브 게헌에 따르면 "대부분의 음반사들은 우리에게 꺼지라고 했는데 때로 놓아 두고 가라는 곳이 있으면 이게 우리의 유일한 데모 테이프라고 하고는 인사를 하고 나와서 다른 곳을 찾아갔다"고 한다.
모든 대형 음반사로부터 계약을 하자는 제안이 들어왔었다고 게헌은 말한다. 포노그램의 경우 "상상도 못해본 돈을 주고 옷도 제공해 주는 등 엄청난 제안을 했다"고 한다.
캐닝 타운의 브릿지 하우스에서 라이브 공연을 할 때 일렉트로닉 뮤지션이자 뮤트 레코드의 창설자인 다니엘 밀러가 와서 자신의 레이블에서 싱글을 녹음해 보지 않겠냐는 제안을 했다. 그래서 구두로 계약하고 나온 것이 그들의 첫 번째 싱글인 "Dreaming of Me"로 1980년 12월에 녹음하여 1981년 2월에 발매되었고 영국 차트 57위에 올랐다. 이에 힘입은 밴드는 두 번째 싱글 "New Life"를 내놓았는데 영국 차트 11위까지 올라갔고 톱 오브 팝스 프로그램에 출연하기까지 했다. 방송을 위해 이들은 신세사이저를 들고 런던 BBC 스튜디오까지 기차를 타고 갔었다.
그 다음으로 나온 신스-팝 싱글인 "Just Can't Get Enough"는 디페쉬 모드의 첫 영국 톱10 히트곡이 된다. 당시의 비디오는 유일하게 클라크가 출연한 것이다. 그리고 나서 1981년 10월 데뷔 앨범인 <Speak & Spell>이 출시되어 영국 앨범 차트 10위에 오른다. 언론의 평은 엇갈렸다. 멜로디 메이커는 "대단한 앨범이다... 새로운 청중을 끌어모았고 팬들은 열광적이다"라고 쓴 반면 롤링스톤의 경우 좀 더 비판적으로 이 앨범을 "질 낮은 아동용 오락물"이라고 칭했다.

### 클라크의 탈퇴와 와일더의 합류 (1981-1982년)
<Speak & Spell>의 홍보와 투어 중 클라크는 밴드가 나아가는 방향에 대해 불만을 털어놓기 시작했다. 그는 후에 "뭔가를 할 만한 시간이 없었다. 인터뷰와 사진 찍느라 바빴다"며 당시 상황을 설명했다. 1981년 11월 클라크는 공식적으로 디페쉬 모드를 떠난다고 발표했다. 클라크는 투어를 다니는 것도 지긋지긋해 했다고 알려져 있는데 게헌은 수 년이 지난 후 그가 사실 "솔직히 말하면 엿같은 짓이다"라고 했다면서 "그는 어떤 양말을 신느냐는 팬레터들을 받기 시작했고 갑자기 모든 흥미를 잃어버렸다"고 덧붙였다.
밴드를 떠나고 곧 클라크는 블루스 가수인 앨리슨 모예트(Alison Moyet)와 함께 야주(Yazoo, 미국에서는 Yaz로 알려졌다)를 조직했다. 처음에는 클라크가 디페쉬 모드를 위해 곡을 계속 써주는 것으로 얘기가 되었었는데 제3의 소식통들에 의하면 클라크가 "Only You"를 만들어 주었는데 남은 멤버들이 거절했다고 한다. 하지만 클라크는 인터뷰에서 그런 제안은 존재하지 않았다고 하며 "대체 어디서 그런 얘기가 나왔는지 모르겠다. 그것은 사실이 아니다"라고 말했다. 야주는 그 곡으로 영국 톱 3위를 차지했다. <Speak & Spell> 앨범에서 "Tora! Tora! Tora!"와 연주곡 "Big Muff"를 썼던 고어는 이제 가사까지 전담하게 되었다.
1981년 말 디페쉬 모드는 멜로디 메이커에 "유명한 밴드에서 21세 이하 신세사이저 연주자 구함"이라는 익명의 구인광고를 냈다. 여기에 응모했던 런던 서부 출신으로 클래식 피아노 배경을 가진 키보드 연주자 알란 와일더(Alan Wilder)는 두 번의 오디션을 거쳐 22세였음에도 불구하고 1982년 초 일단 투어 뮤지션으로 영입된다. 와일더는 이후 "음악 디렉터"라고 불렸으며 1995년 탈퇴할 때까지 밴드의 사운드에 많은 영향을 끼쳤다. 제작자인 플러드(Flood)는 그에 대해 "알란은 재주꾼이었고 마틴은 아이디어맨, 그리고 데이브는 간판의 역할이었다"고 했다.
1982년 1월, 이들은 클라크가 떠난 이후 첫 싱글인 "See You"를 발표하여 클라크가 참여했던 이전 세 개의 싱글들 모두를 차트에서 따돌리며 6위에까지 오른다. 그리고 이어진 투어에서 처음으로 미국 공연을 하게 된다. 1982년 7월에 작업을 시작한 디페쉬 모드의 두 번째 앨범이 나오기 전, 두 개의 싱글 "The Meaning of Love"와 "Leave in Silence"가 먼저 발매되었다. 다니엘 밀러는 와일더에게 앨범 녹음에는 그가 필요하지 않다고 하면서 남은 세 멤버들이 빈스 클라크 없이도 성공할 수 있다는 것을 보여주고 싶어한다고 설명했다. <A Broken Fame> 앨범은 9월에 발매되었고 그 다음달 1982 투어를 시작했다. 앨범에 들어가지 않은 싱글 "Get the Balance Right!"이 1983년 1월에 나왔는데 이때 처음으로 와일더는 녹음에 참여했다.

### <Construction Time Again> (1983년)
3집 <Construction Time Again>에서 디페쉬 모드는 가레스 존스를 제작자로 하여 서베를린의 존 폭스 가든 스튜디오와 한사 스튜디오에서 녹음 작업을 했다. 3집에서 이들의 사운드에 극적인 변화가 오는데 와일더가 싱클라비어와 이뮬레이터 샘플러를 도입한 것이 한 계기였다. 일상용품들의 소리들을 샘플링하여 사용함으로 이들은 아트 오브 노이즈나 아인스튀르젠데 노이바우텐같은 인더스트리얼 사운드를 창출해 내게 된다.
고어의 작곡 능력도 급속한 진전을 보였고 가사도 정치나 사회 이슈에 대한 내용들이 늘어나기 시작했다. 다국적 기업들의 탐욕을 다룬 3집의 첫 싱글인 "Everything Counts"가 새로운 변화의 좋은 예다. 올뮤직의 평론가인 네드 라게트는 이 곡을 밴드의 전환점으로 본다면서 "마틴 고어의 작곡 능력이 밴드 전체의 증폭된 야망에 걸맞게 되었다"고 평했다.
"Everything Counts"는 영국 차트 6위에 올랐고 아일랜드, 남아프리카, 스위스, 스웨덴, 서독에서도 톱 30에 들어갔다. 와일더는 앨범에서 "The Landscape Is Changing"과 "Two Minute Warning" 두 곡을 만들었다. 그리고 1983년 9월 디페쉬 모드는 홍보를 위한 유럽 투어를 개시했다.

### <Some Great Reward>와 세계적인 성공 (1984-1985년)
초기에 디페쉬 모드는 유럽과 호주에서만 성공을 거두었다. 이것은 1984년 싱글 "People Are People"이 나오면서 전격적으로 바뀌기 시작한다. 이 곡은 아일랜드와 폴란드에서 2위, 영국과 스위스에서 4위, 서독에서 1위를 기록했고 (이는 디페쉬 모드의 싱글이 한 나라에서 처음으로 달성한 1위다) 서독에서는 이 곡을 1984년 올림픽 방송의 주제가로 썼다. 유럽 외 지역의 경우 미국에서 1985년 중반 쯤에 13위까지 상승하여 빌보드 핫 1000에 올라간 첫 디페쉬 모드의 싱글이 되었고 캐나다의 경우 톱 20에 들었다. "People Are People"은 이후 LGBT 커뮤니티의 운동가가 되었고 1980년대 후반 게이 단체나 게이 프라이드 퍼레이드 등에서 자주 틀었다. 북미 레코드 레이블인 사이어(Sire)에서는 <A Broken Fame>과 <Construction Time Again>에서 추린 곡들 및 B면 곡들을 모아 <People Are People>이라는 모음집을 내기도 했다.
고어에 따르면 미국 투어 중 밴드는 "공연장에 밀려드는 팬들로 인해 충격을 받았다"고 한다. 또한 고어는 공연 티켓은 잘 나갔으나 음반 판매는 그렇지 못했다고 했다.
1984년 9월 <Some Great Reward>가 발매되었다. 멜로디 메이커는 이 앨범이 "바로 우리 코 앞에서 일어나는 일들에 주의를 기울이게 했다"고 평했다. 정치나 환경을 주제로 다루었던 이전 앨범과는 대조적으로 <Some Great Reward>에 담긴 곡들은 개인적인 주제들로 성의 정치학을 다룬 "Master and Servant"나 불륜을 다룬 "Lie to Me", 독단적인 신의 정의를 다룬 "Blasphemous Rumours" 같은 곡들이 대부분이었다. 또한 마틴 고어의 첫 발라드 곡인 "Somebody"가 담겼는데 이후 나오는 모든 앨범들이 따르는 선례가 되었다. "Somebody"는 "Blasphemous Rumours"와 함께 더블 A면으로 발매되었고 이는 고어가 리드 보컬을 한 첫 싱글이었다. <Some Great Reward>로 디페쉬 모드는 처음으로 미국 앨범 차트에 진입했으며 다수의 유럽 국가들에서 톱 10에 들어갔다.
<The World We Live In>과 <Live in Hamburg>는 디페쉬 모드가 내놓은 첫번째 비디오로 1984년 Some Great Reward 투어의 거의 전체를 담았다. 1985년 7월 디페쉬 모드는 철의 장막 뒤에 있는 부다페스트와 바르샤바에서 공연을 가졌고 8월에는 뮤트 음반사에서 히트곡 모음집인 <The Singles 81→85> (미국에서는 <Catching Up with Depeche Mode>)를 발매했는데 여기에는 이전에 앨범에 포함된 적이 없던 히트 싱글인 "Shake the Disease"와 "It's Called a Heart"이 담겼다.
미국에서 디페쉬 모드의 음악은 처음에는 대학 라디오와 로스 앤젤스의 KROQ이나 샌프란시스코의 KQAK, 보스톤의 WFNX, 뉴욕 롱아일랜드의 WLIR 같은 모던록 라디오 방송들을 통해 인기를 얻기 시작했고 당시 주류였던 '소프트 록'과 '디스코'에 싫증난 이들의 관심을 끌었다. 음악적으로 점점 어두워지고 심각해지기는 했지만 디페쉬 모드는 유럽에서도 인기를 얻고있었다. 독일, 프랑스 등 유럽에서 디페쉬 모드는 십대들의 아이돌로 유럽의 십대 잡지들에도 종종 나오면서 80년대 중반 가장 인기있는 신스팝 밴드로 여겨지고 있었다.

### <Black Celebration>(1986년)
디페쉬 모드의 음악 스타일은 1986년 싱글 "Stripped" 앨범 <Black Celebration>을 내면서 다시금 살짝 변화한다. 풍부한 상상력의 샘플링은 그대로 유지하면서 그들의 이전 두 앨범의 스타일인 "인더스트리얼 팝" 사운드로부터 거리를 두고 더 어둡고 매우 몽환적이며 겹겹이 만들어진 사운드로 이동하기 시작한다. 거기에 고어의 어두운 가사는 음악을 더욱 비관적으로 몰아갔다.
"A Question of Time"의 뮤직비디오는 안톤 코르빈이 처음 감독한 것인데 이후 현재까지 함께 작업하고 있다. 코르빈은 이후 디페쉬 모드의 뮤직비디오를 20개 더 제작한다 (가장 최근의 것이 2017년의 "Where's the Revolution"이다). 또 디페쉬 모드의 라이브 공연 촬영이나 무대 디자인, 그리고 <Violator>부터 그 이후 대부분의 앨범 커버 디자인까지 맡아서 하고 있다.

### <Music for the Masses>와 <101>(1987-1988년)
1987년 나온 <Music for the Masses> 앨범은 디페쉬 모드의 사운드와 작업방식이 다시금 진화했음을 보여준다. 우선 뮤트 레코드사와 연관이 없는 제작자 데이브 바스콤이 투입되었는데 녹음 세션 보조로 불리기는 했으나 알란 와일더에 따르면 바스콤의 역할을 결국에는 엔지지어를 넘어서는 것이었다. 또한 앨범을 제작하면서 디페쉬 모드는 최대한 샘플링을 삼가고 신세사이저를 통한 실험에 더 치중했다. 비록 싱글로 나온 "Strangelove", "Never Let Me Down Again", "Behind the Wheel"이 영국에서는 그리 신통한 반응을 못 얻었지만 캐나다, 브라질, 서독, 남아프리카, 스웨덴, 스위스 등지에서는 인기가 있었고 톱 10에 진입하기도 했다. <레코드 미러>지는 <Music for the Masses>에 대해 "지금껏 나온 디페쉬 모드 앨범 중 가장 완성도가 높고 섹시한 앨범"이라고 평했다. 이 앨범 또한 미국 시장에서 선전했다.
Music for the Masses 투어는 1987년 10월 22일 시작되었다. 그리고 1988년 7월 아무런 사전 예고도 없이 이들은 동독의 워너-시렌빈데르-할레 스타디움에 메인으로 출연하여 공산주의였던 동독에서 연주한 몇 안되는 서구 밴드 중 하나가 되었다. 또한 1988년 당시 공산주의 국가의 도시들이었던 부다페스트와 프라하에서도 공연을 가졌다.
세계 투어는 1988년 6월 18일에 파사데나 로즈 볼에서 60,453명의 유료 관객들과 함께 하면서 막을 내렸다. 이는 로즈 볼에서 80년 이후 가장 많은 관객이 모인 공연이었다. 이 투어는 디페쉬 모드에게 도약의 발판이 되었고 미국에서 대성공을 거두게 된다. D. A. 페네베이커에 의해 촬영된 다큐멘터리 영화 <101>은 사운드트랙 앨범과 함께 출시되었다. 영화에 나오는 팬들의 모습들은 대단했다. 타이틀이 나오는 부분에서 알란 와일더는 이 공연이 101번째이자 투어 마지막 공연이라고 하는 장면이 나온다. 그리고 1988년 로스엔젤레스 유니버설극장에서 열린 MTV 뮤직어워드에서 디페쉬 모드는 "Strangelove"를 연주했다.

### <Violator>와 세계적 명성(1989-1991년)
1989년 중반 디페쉬 모드는 밀라노에서 제작자 플러드와 엔지니어 프랑수아 캐보키언과 함께 녹음 작업을 시작했다. 이 작업을 통해 첫 번째 선보인 싱글이 "Personal Jesus"다. 싱글이 발매되기 전 홍보전략으로 영국 지역 신문의 개인광고란에 "당신의 개인적 예수"라는 글귀가 담긴 광고를 냈다. 이후 이 광고에 전화번호를 넣어 전화를 걸면 노래를 들을 수 있게 했다. 이 광고는 센세이션을 일으켰고 싱글은 영국 차트 13위에 오르며 이들의 최다 판매 싱글 중 하나가 되었다. 미국의 경우 이 곡은 그들의 첫 번째 골드 싱글이 되었고 "People Are People" 이후 두 번째로 톱 40에 진입했으며 현재 워너브라더스사에서 가장 많이 팔린 12-인치 싱글이 되었다.

"스탠다드 록 형태를 깎아나가면서 우리는 어떤 면에서 새로운 음악의 선두주자가 되어 왔다고 생각한다."

1990년 1월에 발매된 "Enjoy the Silence"는 영국에서 6위에 올랐고 ("Master and Servant" 이후 두 번째의 톱 10 진입이었다) 몇 달 지나서 미국에서 8위에 오르며 두 번째 골드 싱글을 기록했으며 1991년 브릿 어워드에서 "최우수 영국 싱글"을 수상했다. 새 앨범 <Violator> 홍보를 위해 이들은 로스엔젤레스 웨어하우스 엔터테인먼트 매장에서 사인회를 가졌는데 대략 2만여명의 팬들이 몰려 거의 폭동 수준까지 갔다. 몇몇 참가자들은 군중들이 밀어대는 바람에 가게 창문에 눌려 부상을 당하기도 했다. 부상당한 팬들을 위한 사과로 디페쉬 모드는 한정판 카세트 테이프를 제작하여 이벤트를 주최한 KROQ 라디오 스테이션을 통해 로스엔젤레스에 있는 팬들에게 제공하였다.
<Violator>는 디페쉬 모드 앨범 중 최초로 빌보드 200차트의 10위권에 들어서 7위까지 올랐으며 차트에 74주간 머물며 4백5십만장을 팔아 미국에서 트리플 플래티넘을 달성했다. 이 앨범은 현재도 전세계적으로 가장 많이 팔리는 디페쉬 모드의 앨범이다. 두 개의 싱글 "Policy of Truth"와 "World in My Eyes"가 영국에서 히트를 쳤으며 전자는 미국 차트에도 진입했다.
World Violation 투어에서 이들은 미국 내 몇 개의 스타디움에서 공연했고 자이언츠 스타이움의 경우 42,000장의 표가 4시간 만에 매진되었고 다져 스타디움의 경우 48,000장이 30분 만에 동났다. 이 투어를 통해 전세계적으로 대략 120만명의 팬들이 공연장을 찾았다.

"자이언츠 스타디움에 공연을 보러 갔던 것을 기억한다. 이들은 본조비와 U2의 판매 기록을 모두 깨버렸다. 디페쉬 모드가 최고가를 올리고 있었다!"

1991년 디페쉬 모드의 곡 "Death's Door"가 영화 <이 세상 끝까지>의 사운드트랙에 수록되었다. 영화 감독인 빔 벤더스는 영화의 배경인 2000년에 자신들이 있는 것처럼 곡을 써달라고 요청했다고 한다.

### <Songs of Faith and Devotion>과 와일더의 탈퇴(1992-1995년)
1992년 1월 멤버들은 마드리드에 모였는데 데이브 게한은 당시 미국을 휩쓸고 있었던 제인스 애딕션, 사운드가든, 너바나 같은 그런지 음악들에 관심을 갖기 시작하고 있었다.

"목소리를 가지고 다양한 사운드를 만들어 낼 수 있다. 이렇게 변조해서 만든 리듬 사운드 같은 경우 사람들은 그것이 목소리로 만들어 낸 것인지 알아채지 못한다. 나는 종종 스튜디오에 앉아 '이러저러한 베이스 사운드를 내고 싶은데'하고 생각한다. [입으로 그 소리를 흉내냄] 그러다가 문득 '마이크로 샘플을 하면 되잖아?'라는 생각이 떠오른다. 당연하지 않은가. 어떤 소리를 만들려고 하루 종일 신세사이저와 씨름하는 대신 그냥 마이크에 대고 소리를 샘플링하면 끝이다. 그리고 그것을 가지고 여러 장비를 통해 조작하면 전혀 목소리로 낸 것인지 알 수 없는 사운드가 만들어진다. 매우 흥미로운 작업이다."

1993년 또 다시 플러드와 제작한 앨범 <Songs of Faith and Devotion>은 신세사이저에 더하여 디스토션 전자 기타 음색과 라이브 드럼을 추가하는 실험을 펼쳤다. 드럼은 이전 앨범 <Violator>의 "Clean"이란 곡에서 첫 번째 드럼 녹음을 했던 알란 와일더가 연주했다.  그리고 전에 없었던 실제 현악기들과 유리언 파이프, 여성 가스펠 보컬들이 등장했다. 이 앨범은 영국과 미국에서 동시에 1위로 데뷔했다. 이것은 음악 차트가 생긴 이후 영국 음악가들이 단 6회 달성한 성공이다. 첫 번째 싱글은 그런지에 영향을 받은 "I Feel You"였고 가스펠의 영향이 두드러지게 보이는 "Condemnation"은 세 번째 싱글이었다. 당시 멤버들이 인터뷰를 따로따로 했던 것은 밴드에 서서히 균열이 가고 있음을 보여주는 사례였다. 이전 초기 앨범들의 경우에는 모두 함께 인터뷰를 했었다.
Devotional 세계 투어가 이어졌고 안톤 코르빈이 감독한 동명의 다큐멘터리 투어 필름도 출시되었는데 이를 통해 1995년 밴드 사상 처음으로 그래미상 후보에 올랐다. 그리고 두 번째 라이브 앨범인 <Songs of Faith and Devotion Live>가 1993년 12월에 출시되었다.
투어는 1994년 2월 남아프리카에서 4월 멕시코까지의 Exotic 투어로 이어졌다. 이후 북미에서 몇 차례 공연이 7월까지 열렸다. 전체적으로 볼 때 Devotional 투어는 현재까지 디페쉬 모드의 투어 중 가장 길고 가장 다양한 지역을 섭렵했는데 14개월간 159회의 공연을 했다. Q 매거진은 1993년의 Devotional 투어에 대해 "록앤롤 투어 역사상 가장 방탕한 투어"라고 했다.
데이브 게한의 헤로인 중독은 그의 행동양식에까지 영향을 미쳤고 점점 변덕스럽고 내향적으로 변해갔다. 마틴 고어는 발작을 경험했고 앤디 플레처는 '정서 불안'으로 Exotic 투어 절반 쯤에 하차했고 대신 1980년부터 밴드의 개인 비서로 함께 했던 대릴 바몬테가 무대에 섰다.
1995년 6월 알란 와일더는 디페쉬 모드를 떠난다고 발표했다:
1982년 함께한 이래 나는 밴드의 성공을 위해 모든 에너지와 열정, 헌신을 쏟아부었다. 작업량의 분배에 있어 지속적으로 불균형이 있어 왔지만 나는 기꺼이 그렇게 했다. 하지만 안타깝게도 이러한 헌신은 인정받거나 존중받지 못했다.

그는 이후 개인 프로젝트인 리코일(Recoil)을 계속하여 1997년 4번째 앨범 <Unsound Methods>를 발매했다.

### <Ultra>(1996-2000년)
게한의 개인적 문제가 점차 악화되고 있음에도 불구하고 고어는 1995년과 1996년에 계속하여 녹음 작업을 시도했다. 하지만 게한은 세션에 거의 나타나지 않았으며 오더라도 보컬을 녹음하는데 몇 주씩 걸리곤 했다. 뉴욕의 일렉트릭 레이디에서 6주 동안 작업하여 겨우 하나의 보컬 트랙만을 건질 정도였고 ("Sister of Night") 그것마저도 녹음된 여러 보컬 트랙들을 짜깁기 한 것이었다. 고어는 밴드를 해체하고 그가 쓴 곡들을 솔로 앨범으로 내는 것을 고려하기까지 했다. 1996년 중반에 이르러 게한은 거의 치사량의 약물 과다 복용으로 법정에서 코카인과 헤로인 재활치료 판결을 받았다. 같은 해 재활을 끝낸 게한과 함께 디페쉬 모드는 제작자 팀 심농과 함께 녹음 작업을 시작했다.
두 개의 싱글 "Barrel of a Gun"과 "It's No Good"이 앞서 나오고 나서 앨범 <Ultra>가 1997년 4월에 출시되었다. 앨범은 영국, 독일에서 1위로, 미국에서는 5위로 데뷔했다. 디페쉬 모드는 앨범 투어를 하지 않았는데 이에 대해 플레처는 다음과 같이 말했다."그럴 여건이 안되었다. 데이브는 재활치료를 끝낸 지 8개월 밖에 되지 않았었고 나머지 멤버들도 육체적으로 투어를 할 상황이 아니었다. 우리는 가족과 함께 더 많은 시간을 보내고자 했다.
앨범 출시의 홍보의 일환으로 이들은 런던과 로스엔젤레스에서 "울트라 파티"라는 두 개의 작은 공연을 했다. 그리고 "Home"과 "Useless" 싱글들이 추가로 발매되었다.
두 번째 싱글 모음집인 <The Singles 86–98>가 1998년 나왔고 <Ultra> 녹음 당시 만들어졌던 곡 "Only When I Lose Myself"가 싱글로 출시되었다. 1998년 4월 디페쉬 모드는 쾰른의 하이얏 호텔에서 기자회견을 열고 Singles 투어를 가진다고 발표했다. 이 투어에서 알란 와일더의 자리를 매꿀 두 명의 뮤지션이 처음으로 함께 했다. 호주출신 드러머인 크리스찬 이그너와 영국출신 키보드 연주자인 피테 골데노였다.

### <Exciter> (2001–2004년)
2001년 디페쉬 모드는 테크노 그룹인 LFO의 마크 벨을 제작자로 하여 <Exciter> 앨범을 발매한다. 벨은 IDM과 글리치 사운드를 소개했고 대부분의 앨범에 걸쳐 미니멀한 디지털 사운드를 도입했다. 2001년과 2002년에 걸쳐 "Dream On", "I Feel Loved", "Freelove", "Goodnight Lovers"가 싱글로 발매되었다. 앨범에 대한 평은 엇갈렸는데 <NME>, <롤링스톤>, <LA위클리>에서는 비교적 긍정적인 평을 낸 반면 <Q 매가진>, <팝매터스>, <피치포크>에서는 만들다 만 것 같은 사운드에 단조롭고 활기없다는 부정적 평가를 내렸다.
2001년 3월 디페쉬 모드는 함부르크의 발렌티노 호텔에서 Exciter 투어를 연다는 기자회견을 가졌다. 24개국에서 84번의 공연을 가졌고 총 1백5십만 이상의 관객들이 찾았다. 파리의 POPB 스타디움에서 가졌던 공연은 이후 2002년 5월 <파리에서의 하룻밤>라는 제목의 라이브 공연 DVD로 출시되었다.
2002년 10월 디페쉬 모드는 <Q 매거진>의 "이노베이션 어워드"를 최초로 수상했다.
2003년 게한은 <Paper Monsters>라는 솔로 앨범을 냈고 홍보를 위한 투어를 벌였다. 같은 해 고어도 두번째 솔로 앨범 <Counterfeit²>를 냈고 플레처는 일렉트로닉 음악을 주로 다루는 자신의 레코드 레이블인 토스트 하와이를 설립했다.
1981년부터 2004년의 싱글들을 새롭게 믹스하거나 미발매되었던 믹스들을 담은 리믹스 앨범 <Remixes 81–04>가 2004년에 나왔다. 린킨 파크의 마이크 시노다가 "Enjoy the Silence"를 리믹스한 "Enjoy the Silence 04"는 싱글로 발매되어 영국 차트 7위에 올랐다.

### <Playing the Angel> (2005–2007년)
2005년 10월 디페쉬 모드는 11번째 스튜디오 앨범 <Playing the Angel>을 발매했다. 벤 힐리어가 제작한 이 앨범은 18개국에서 1위에 올랐고 히트 싱글 "Precious"가 담겨 있었다. 이 앨범은 디페쉬 모드 사상 처음으로 게한이 쓴 가사가 들어가 1984년 <Some Great Reward> 앨범 이후 처음으로 고어가 쓰지 않은 곡이 들어간 앨범이다. "Suffer Well"은 클라크가 탈퇴한 이후 디페쉬 모드 싱글들 중 고어가 쓰지 않은 최초의 곡으로 가사는 게한, 곡은 필폿/아이그너가 썼다. 앨범의 마지막 싱글 "John the Revelator"는 종교적인 주제를 담은 업템포의 일레트로닉 스타일 곡이고 함께 나온 "Lilian"은 전세계 많은 클럽에서 히트했다.
<Playing the Angel> 홍보를 위해 2005년 11월부터 9개월간 유럽과 북미를 도는 투어를 시작했다. 투어 마지막 쯤에는 코첼라 밸리 페스티벌과 O2 와이어리스 페스티발을 비롯한 다수의 페스티벌에 메인으로 출연했다. 투어는 31개국에 걸쳐 2백8십만명의 관객을 끌어모았고 2005-6년에 걸쳐 가장 수익을 많이 낸 투어이자 평도 좋았다. 게한은 투어에 대해서 "우리가 했던 공연들 중 아마도 가장 즐겁고 보람있는 투어였다"면서 "새로운 곡들은 라이브로 공연에 적합했고 마치 생물체처럼 진화했다. 거기에 관객들의 에너지가 더해지면서 곡들은 새롭게 태어났다"고 했다. 밀라노의 필라 포럼에서 가졌던 두 차례의 공연은 이후 <Touring the Angle: Live in Milan>이란 제목의 DVD로 출시되었다.
2006년 11월 히트곡 모음집인 <The Best Of, Volume 1>이 출시되었고 여기에는 <Playing the Angel> 녹음 작업 당시 만들어졌던 "Martyr"라는 새로운 싱글이 포함되었다. 그달 말 디페쉬 모드는 MTV 유럽 뮤직 어워드의 최우수 그룹상을 받았다.
2006년 12월 아이튠즈에서는 디지털 박스 세트 시리즈 네 번째로 <The Complete Depeche Mode>를 발매했다.
2007년 8월 데이브 게한의 두 번째 솔로 앨범인 <Hourglass> 홍보 중 디페쉬 모드가 2008년 초에 새로운 앨범 작업에 들어간다는 소식이 전해졌다.

### <Sounds of the Universe> (2008–2011년)
2008년 5월 디페쉬 모드는 제작자 벤 힐리어와 함께 마틴 고어가 캘리포니아 산타 바바라에 있는 자신의 집 홈스튜디오에서 데모로 만든 몇 곡을 작업하기 위해 모였다. 같은 해 디페쉬 모드는 오랜 관계에 있었던 미국측 레이블인 워너브라더스사와 결별하고 EMI 뮤직과 계약을 맺는다고 발표했다. 앨범은 뉴욕에서 두 차례, 산타 바바라에서 두 차례씩 도합 네 번의 세션을 통해 만들어졌다. 22개의 곡들을 녹음했고 앨범에는 13곡이 들어갔다. 나머지 곡들은 딜럭스 에디션을 통해 추후에 발매되었다.

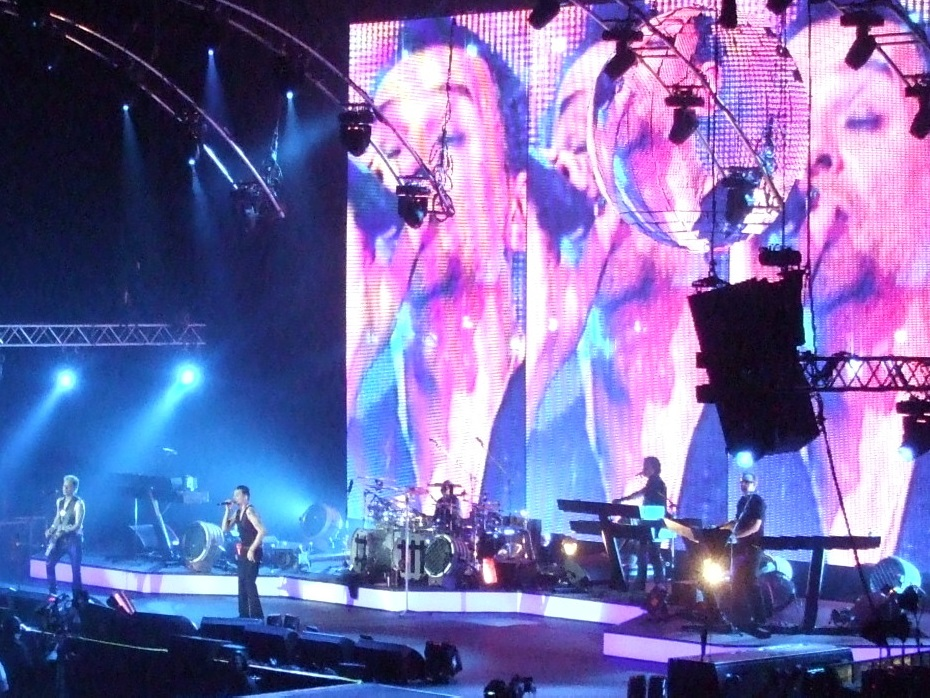
투어 오브 더 유니버스 2009년 12월, 런던 O_{2} 아레나 공연.

2009년 1월 15일 디페쉬 모드는 웹사이트를 통해 12번째 스튜디오 앨범 제목이 <Sound of the Universe>이 될거라고 발표했다. 앨범은 2009년 4월에 발매되었고 아이튠즈 패스를 통해 공식 발매일까지 각각의 곡들을 미리 받아볼 수 있게 했다. 앤디 플레처는 아이튠즈 패스 아이디어는 밴드와 아이튠즈가 함께 냈다며 "디지털과 음반사가 이제 힘을 합쳐서 일하기 시작했다. 다운로드가 시작된 이래 처음 10년 동안 이들은 매우 게으른 반응을 보였었다. 이제는 서로 협력하여 팬들이 음원을 구입하도록 흥미로운 아이디어들을 내고 있다"고 말했다. 이 앨범은 21개국에서 1위에 올랐다. 평들은 대부분 긍정적이었고 그래미상 "최우수 얼터너티브 앨범" 후보에 올랐다. 첫 싱글 "Wrong"은 2009년 2월 디지털 음원으로 출시되었고 이어 "Peace"와 "Fragile Tension / Hole to Feed"가 그 뒤를 이었다. 싱글 "Perfect"는 홍보용으로 미국에서만 출시되었다.
2009년 4월 23일 디페쉬 모드는 지미 킴멜 라이브! 쇼에 출연하여 연주했는데 12,000명의 팬들이 몰렸다. 이는 2003년 프리미어에서 콜드플레이가 연주했을 때 이후 최대 관객 동원이었다.
2009년 5월 디페쉬 모드는 앨범 홍보를 위한 투어를 개시했다. Tour of the Universe(유니버스 투어)라는 이름의 투어는 그 전 해인 2008년 10월 베를린의 올림피아스타디온에서 열린 기자회견에서 발표되었다. 룩셈부르크에서 워밍업을 위한 공연이 있고 나서 2009년 5월 10일 텔 아비브에서 공식적인 투어가 시작되었다. 투어 초반은 데이브 게한의 위장염 때문에 잠시 지장이 있었다. 진료중에 방광에서 양성종양이 발견되어 제거 수술을 받았다. 게한의 입원으로 인해 16개의 공연이 취소되었다가 그 중의 몇은 이후 일시가 2010년으로 재조정되었다. 북미 투어 중에는 룰라팔루자 페스티벌에 출연하기도 했다. 또한 1994년의 엑조틱(Exotic) 투어 이래 처음으로 남아프리카에서 공연을 가졌고 유럽 공연 중에 런던의 로얄 알버트 홀에서 십대 암 신탁재단을 돕기 위한 공연에 참여하였고 전 멤버인 알란 와일더가 출연하여 마틴 고어와 함께 "Somebody"를 연주했다. 투어는 32개국에 걸쳐 2백7십만명의 관중이 함께 했고 2009년 미국에서 가장 많은 수익을 올린 투어로 기록되었다. 스페인 바르셀로나의 팔라우 산트 조르디에서 열린 공연은 후에 <Tour of the Universe: Barcelona 20/21.11.09>라는 제목으로 DVD와 블루레이 디스크로 출시되었다. 2010년 3월 독일의 ECHO 어워드에서 "최우수 록/팝 그룹"상을 받았다.
2011년 6월 6일 EMI와의 계약상 마지막 의무로 디페쉬 모드는 리믹스 모음집인 <Remixes 2: 81–11>을 발매했다. 여기에는 전 멤버들인 빈스 클라크와 알란 와일더의 리믹스도 포함되었다. 이외에도 듀란듀란의 닉 로즈, 로익솝, 미이케 스노우의 칼슨 & 윈베르그, 에릭 프리즈, 클라크 등등이 리믹스에 참여했다. 스타게이트가 리믹스한 "Personal Jesus"는 "Personal Jesus 2011"는 2011년 5월 30일 싱글로 발매되었다.
디페쉬 모드는 U2의 1991년 앨범 <Achtung Baby> 20주년을 기념하여 만들어진 헌정 앨범 <AHK-toong BAY-bi>에 U2의 곡 "So Cruel"의 커버 버전으로 참여했고 이 CD는 Q 매거진 2011년 12월 판과 함께 발매되었다.

### <Delta Machine> (2012–2014년)
2012년 10월 파리에서 열린 기자회견에서 데이브 게한과 마틴 고어, 앤디 플레처는 새 앨범 계획과 함께 2013년 텔 아비브에서 시작하여 유럽과 북미로 이어지는 투어 계획을 발표했다. 마틴 고어는 플러드가 앨범의 믹싱을 맡았다고 밝혀 1993년 <Songs of Faith and Devotion> 이후 다시금 제작자로 스튜디오 앨범 작업에 참여하게 되었다.
2012년 12월 디페쉬 모드는 콜롬비아 음반사와 계약을 체결하고 새 앨범을 2013년 3월에 발매한다고 공식적으로 발표했다. 2013년 1월 24일 앨범 제목이 <Delta Machine>으로 결정되었고 같은 해 2월 1일 첫 싱글 "Heaven"이 출시되었다 (영국에서는 2013년 3월 18일에 출시). 관계가 이미 끊어졌음에도 불구하고 CD에는 오랜 관계에 있었던 뮤트 레코드 로고가 들어있었는데 이에 대해 플레처는 인터뷰에서 이는 뮤트에 대한 헌정의 의미로 넣어야 한다고 밴드에서 주장했기 때문이었다고 했다.
3월 디페쉬 모드는 8월 22일 디트로에트에서 시작하여 10월 8일 피닉스에서 마치는 북미의 델타 머신 섬머 투어 일시를 발표했고 6월에는 2014년에 계획된 유럽 투어 일시를 내놓았다. 2014년 3월 7일 델타 머신 투어의 마지막 공연은 러시아의 모스크바 올림피스키에서 열렸다.
같은 달 디페쉬 모드는 독일의 ECHO 어워드에서 "최우수 팝/록 그룹상"을 수상했고 <Delta Machine>으로 앨범 부문에도 후보에 올랐으나 헬렌 피셔의 <Farbenspiel>가 수상했다.
2014년 10월 8일, 베를린 공연에서 델타 머신 투어 당시 2013년 11월에 독일 베를린의 O2 월드에서 촬영한 비디오와 오디오를 출시한다고 발표했고 2014년 11월 17일에 출시되었다.
2015년 <Violator> 발매 25주년을 맞아 진행했던 <롤링스톤>지와의 인터뷰에서 마틴 고어는 조니 캐시가 만든 "Personal Jesus" 커버 버전이 자신이 가장 좋아하는 디페쉬 모드 커버 곡이라고 했다.

### <Spirit> (2016년–현재)
2016년 1월 25일 마틴 고어는 4월에 녹음 작업을 시작한다고 예고했고 고어와 게한은 이를 위해 이미 새로운 곡들을 썼다고 준비해 두었다고 했다.
9월 디페쉬 모드 공식 페이스북 페이지에서 새 앨범 발매에 관한 힌트가 있었으나 후에 이는 뮤직 비디오 모음집인 <Video Singles Collection>으로 밝혀졌고 소니사에 의해 11월에 발매되었다. 2016년 10월 밴드는 제임스 포드가 제작자로 참여한 14번째 앨범 <Spirit>이 2017년 봄에 출시될 예정이라고 발표했다.  한편 2018년 록앤롤명예의전당 후보로 선정되기도 했다.
<Spirit> 앨범의 첫 싱글 "Where's the Revolution"이 가사 비디오와 함께 2017년 2월 2일 출시되었고 공식 비디오는 2월 9일 나왔다. 글로벌 스피릿 투어는 2017년 5월 5일 스웨덴 스톡홀름의 프렌즈 경기장에서 시작되어 전반부는 유럽 국가들만 돌고 루마니아 클루즈나포카의 클루즈 경기장서 마무리되고 후반부는 북미를 돌아 다시 유럽으로 이어졌다. 북미 투어는 8월 23일 유타주의 솔트레이크시티의 USANA 극장에서 시작되었고 11월 15일까지 북미 순회공연을 벌이고 더블린으로 돌아와 유럽 투어를 이어갔다. 마지막 공연은 2018년 7월 25일 독일 베를린의 발트뷔에서였다.

## 예술성
디페쉬 모드는 다양한 이들로부터 영향을 받았는데 밴드 멤버 모두는 일레트로닉 밴드인 크라프트베르크로부터 가장 큰 영향을 받았다고 했다. 초창기 시절의 목표에 대해 말하면서 고어는 "나의 꿈은 닐 영, 존 레논 같은 이들의 감성을 크라프트베르크의 신세사이저를 통해 표현하는 것이었다. 소울 음악을 전자 악기로 연주하는 것이다"라고 했다. 이 외에 영향을 받았다고 밝힌 이들로는 데이비드 보위(David Bowie) 더 클래시(The Clash), 록시 뮤직(Roxy Music), 브라이언 이노(Brian Eno), 엘비스 프레슬리(Elvis Presley), 벨벳 언더그라운드(Velvet Underground) 등의 음악가들과 블루스 음악 등이 있다. 디페쉬 모드는 신스팝, 뉴웨이브, 일렉트로닉록, 댄스록, 얼터너티브록, 팝록 등으로 분류되며 아방가르드, 일렉트로니카, 팝, 소울, 테크노, 인더스트리얼록, 헤비메탈 등 여러 장르들을 자신들의 음악에 실험적으로 도입하였다.
디페쉬 모드는 초기 시절 영국에서는 틴 팝밴드로 여겨졌으며 <스매쉬 히트>와도 같은 십대 잡지에 인터뷰 기사가 실리곤 했었다. 빈스 클라크가 탈퇴하면서 이들의 음악은 어둡게 변하기 시작하고 마틴 고어가 작곡의 대부분을 맡게 되면서 디페쉬 모드의 어두운 사운드가 정착되게 된다. 고어가 가사를 쓰면서 성(性), 종교, 정치 같은 주제들이 포함되었다. 고어는 고독이나 외로움 같은 주제들이 현실의 이슈들을 더 잘 반영하며 "해피한 음악"은 가짜같고 비현실적으로 느껴진다고 했다. 그렇지만 동시에 자신의 음악에는 "희망의 요소들"도 함께 담겨있다고 덧붙였다.

## 유산
디페쉬 모드는 14개의 정규 앨범과 10개의 모음집, 6개의 라이브 앨범, 8개의 박스세트, 13개의 비디오 앨범, 71개의 뮤직비디오, 54개의 싱글을 발표했고 전세계적으로 10억 이상의 판매고를 올렸다. 50개의 곡이 영국 싱글 차트에 올랐고 1위를 차지한 앨범은 미국에서 하나, 영국에서 두 개가 있다. 또한 이들의 정규 앨범 모두는 영국 톱 10에 들었고 통산 210주를 머물렀다.
음악평론가인 사샤 프레레-존스는 "디페쉬 모드는 영국의 음악적 영향력에 있어 마지막 주자다. 이들의 진가는 시간이 흐를수록 그 중대함이 더해지고 있다"고 주장했다. 디페쉬 모드는 그래미상 5개 부문에 후보로 올랐다. "Devotional"이 최우수 긴 형식 뮤직비디오에, "I Feel Loved"와 "Suffer Well"이 최우수 댄스 레코딩에 <Sounds of the Universe>가 최우수 얼터너티브 앨범에, "Wrong"이 최우수 짧은 형식 뮤직비디오에 각각 올랐었다. 한편 브릿 어워드에서는 "Enjoy the Silence"가 최우수 영국 싱글에, Q 매거진의 최초 이노베이션 어워드를 수상하였고 세계적인 공로를 인정하여 마틴 고어에게 아이버 노벨로 어워드가 주어졌다.
Q 매거진은 디페쉬 모드에 대해 "전세계에서 가장 인기있는 일렉트로닉 밴드"라고 했고 선데이 텔레그라프지는 "역대 가장 위대한 영국 팝 그룹 중 하나"라고 했으며 롤링스톤지와 올뮤직은 "80년대 테크노팝 밴드의 원형"이라 칭했다.  일렉트로닉 뮤직 렘의 100대 일렉트로닉 뮤직 아티스트에서 2위를 차지했고 Q 매거진의 역대 최고 아티스트 1000에서 158위에, 또 세계를 바꾼 밴드 50에 포함되었다. 2009년 인터뷰에서 심플 마인즈(Simple Minds)의 리드 싱어인 짐 커(Jim Kerr)는 자신과 동시대의 밴드 중에서 디페쉬 모드와 U2만이 지속적인 영향력을 가지고 있다고 했다.

### 영향
디페쉬 모드에게 영향을 받았다고 말한 아티스트나 밴드들은 다음과 같다. 노 다웃(No Doubt), 마릴린 맨슨(Marilyn Manson), 더 킬러스(The Killers), 크로시스(Crosses), 콜드플레이(Coldplay), 레이디 가가(Lady Gaga), 뮤즈(Muse), 린킨 파크(Linkin Park), 크리스탈 메소드(Crystal Method), 피어 팩토리(Fear Factory), 라 룩스(La Roux), 고티에(Gotye), 램스타인(Rammstein), 아하(a-ha), 아케이드 파이어(Arcade Fire), 나인 인치 네일스(Nine Inch Nails), 쳐치스(Chvrches), 등이 있다.
디페쉬 모드와 같은 시기에 활동한 펫 샵 보이스와 게리 뉴만도 영향을 받았다고 밝힌 바 있다.
어두운 주제와 분위기의 가사와 음악은 헤비메탈 아티스트들 가운데 많은 이들이  영향을 받은 이들 중에는 마릴린 맨슨(Marilyn Manson)이나 데프톤스(Deftones) 등이 있다. 또한 디트로이트 테크노와 인디록 장르 쪽에서도 영향을 받았음을 언급한 바 있다.

## 기부 활동
활동 초창기부터 디페시 모드는 라이브 에이드 같은 자선공연에 대해 부정적인 입장이었다. 마틴은 "뮤지션들이 정말로 돕고싶다면 돈을 기부하면 되지 않는가? 왜 꼭 이렇게 야단법석을 떨어야만 하는가?"라는 비판적 발언을 하기도 했다. 하지만 최근 들어 디페시 모드는 자신들의 장수하는 유명세를 통해 뮤직케어, 영국암연구센터, 십대암기금 등과 같은 몇몇 자선단체들을 돕고 있다. 또한 경제적 빈곤에 처한 아이들에게 교육의 기회를 제공하는 영국 소재의 스몰스텝프로젝트라는 인권단체도 후원하고 있다. 2010년부터는 스위스의 시계제조사인 후불롯과 파트너로 개발국들에 깨끗한 식수를 제공하는 일을 하고 있으며 2014년에는 모스크바에 있는 TsUM 빌딩에서 갈라를 열어 140만 달러를 모금했다.

## 밴드 멤버
현재 멤버
- 마틴 고어 – 키보드, 기타, 백 보컬, 리드 보컬 (1980년 ~ 현재)
- 데이브 게한 – 리드 보컬 (1980년–현재)

투어 멤버
- 크리스찬 아이그너 – 드럼, 퍼커션 (1997년 ~ 현재)
- 피터 고데노 – 키보드, 베이스 기타, 피아노, 백 보컬 (1998년 ~ 현재)

과거 멤버
- 앤디 플레처 – 키보드, 베이스 기타, 백 보컬 (1980년 ~ 2022년)
- 빈스 클라크 – 키보드, 리드/백 보컬, 기타 (1980 ~ 1981년)
- 알란 와일더 – 키보드, 피아노, 드럼, 백 보컬 (1982 ~ 1995년; 2010년에 한 차례 공연 참여)

타임라인

## 음반 목록

### 정규 앨범
- 《Speak & Spell》 (1981)
- 《A Broken Frame》 (1982)
- 《Construction Time Again》 (1983)
- 《Some Great Reward》 (1984)
- 《Black Celebration》 (1986)
- 《Music for the Masses》 (1987)
- 《Violator》 (1990)
- 《Songs of Faith and Devotion》 (1993)
- 《Ultra》 (1997)
- 《Exciter》 (2001)
- 《Playing the Angel》 (2005)
- 《Sounds of the Universe》 (2009)
- 《Delta Machine》 (2013)
- 《Spirit》 (2017)
- 《Memento Mori》 (2023)